# 아돌프 폰 나사우

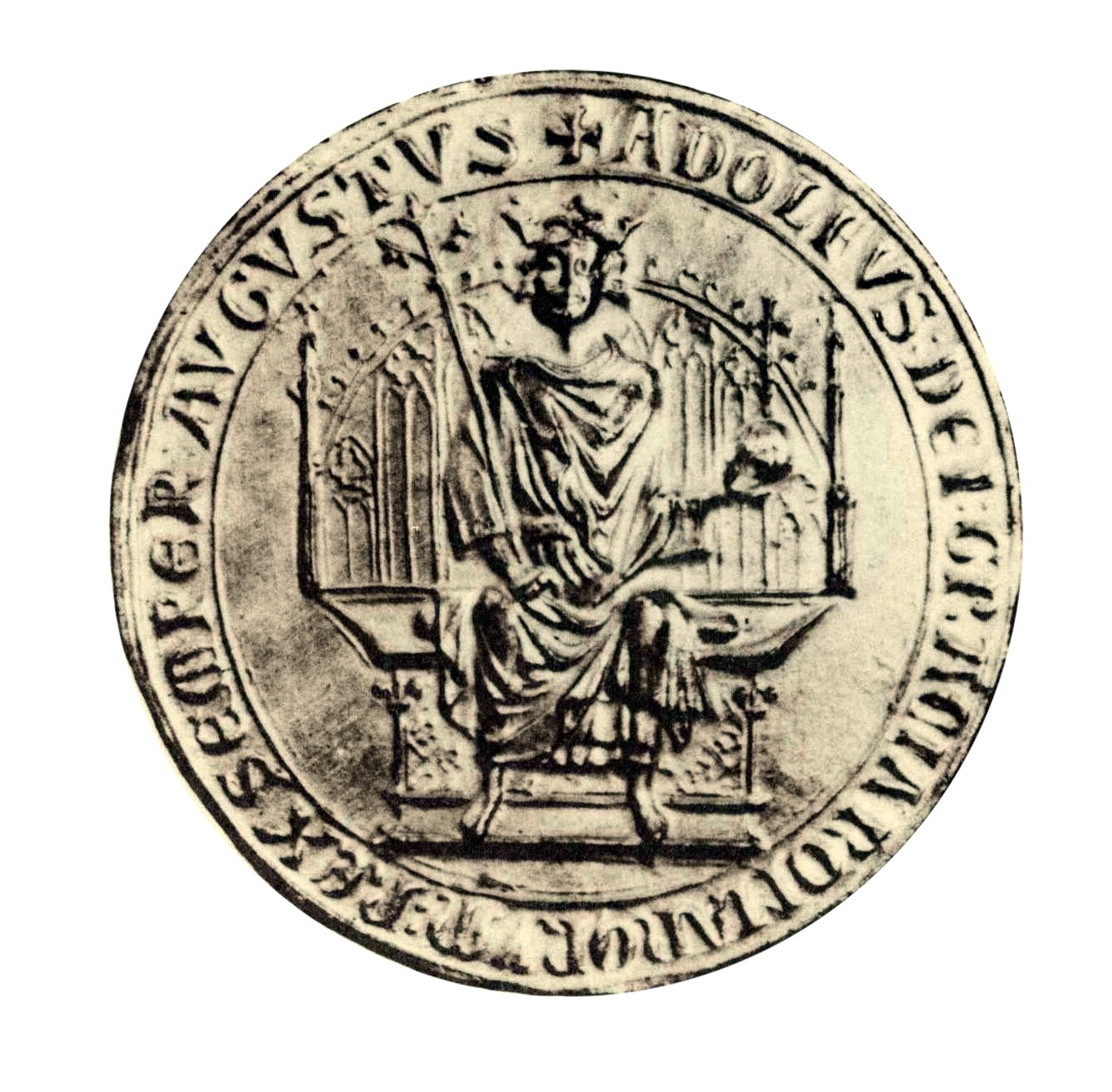
1298년에 발행된 독일의 동전, Rex Imper Augustus로 적혀 있다.

아돌프 폰 나사우(Adolf von Nassau, 1250년년경 ~ 1298년 7월 2일)는 1276년경부터 군림한 나사우 백작이며, 1292년에 독일의 왕으로 선출되어 재위하다 1298년 선제후들에 의해 폐위되었다. 그는 교황으로부터 신성 로마 황제 제관을 받지 못했는데, 이는 그의 황제 직위를 불안정하게 만들고 말았다. 그는 육체적으로 그리고 정신적으로 건강했던 최초의 신성 로마 제국 통치자로, 심지어는 교황의 파문이 없는데도 폐위당한 최초 인물이기도 하다. 아돌프는 후임자인 합스부르크의 알브레히트에 대항하여 괼하임 전투에 교전하던 도중 전사했다.
그는 로마-독일 군주 작위를 두고 경쟁하던 귀족 가문들의 이른 바, 백작왕(Grafenkönige)의 두 번째 사례였다.

## 가문
아돌프는 독일의 작은 영지를 다스리던 백작이었다. 그는 1255년경에 태어났고 나사우 백작 발람 2세와 카체넬른보겐의 아델하이트의 아들이었다. 아돌프의 형제는 나사우의 디터로, 1300년에 트리어 대주교로 임명됐다.
아돌프는 1270년에 이젠부르크-림부르크의 이마기나 (1313년 이후 사망)와 혼인하여 자녀 여덟을 두었다. 이마기나의 자매인 이젠부르크-림부르크의 아그네스는 쾰른 대주교 베스터부르크의 지그프리트 2세의 형제인 베스터부르크의 하인리히와 혼인했다.

## 나사우 백작 시절
1276년 혹은 1277년에, 아돌프는 아버지의 나사우 백작 자리를 이어받았다. 아버지한테서, 그는 타우누스산맥의 란강 남쪽에 있는 가문의 재산을 상속했다. 여기에는 비스바덴, 이트슈타인을 영지로 포함했고, 보름스 주교구 하에 있던 바일부르크의 폭트령도 있었다. 또한 그는 나사우와 라우렌부르크 성 인근 가문의 본거지 소유권도 공유했다.
1280년경에, 아돌프는 엡슈타인 영주들과 나사우-엡슈타인 원한 관계가 되는데, 이 사태 중에 비스바덴이 초토화되었고 조넨베르크 성은 파괴되었다. 이 원한 관계는 1283년에 해결되는데, 이후에 비스바덴 및 조넨베르크 성이 재건되었다. 이트슈타인과 함께 조넨베르크가 아돌프의 거처가 되었다. 그는 1287년 이트슈타인에 도시 특권을 부여하고 요새 시설을 건설했다.
숙부인 카체넬른보겐의 에버하르트 1세를 통해 아돌프는 합스부르크의 루돌프 1세 국왕의 총애를 얻게 되었다. 루돌프는 그에게 베츨라어 지역의 칼스문트 성에 대한 소유권을 수여했고 1년 뒤에는 카우프 인근 구텐펠스 성 (이곳을 통해 그는 라인 궁정백의 가신이 되었다)도 수여했다.
로마인의 왕으로 선출되기 이전, 아돌프의 정치적 활동들은 쾰른 대주교의 우방(Bundesgenosse)이라는 역할로 제한되었었다. 아돌프는 특정한 직위가 없었으나, 미틀라인과 마인츠 지역 내 정치적 문제 면에서 쾰른과 마인츠 대주교들과 같이 개입함으로써 알려지게 되었을 것이다. 그는 독일어, 프랑스어, 라틴어를 구사했는데, 이는 당시 귀족들한테 있어서 드문 경우였다.
선출된 뒤로, 나사우의 아돌프는 정부를 자신의 거처로 옮기는등, 독일에서 드문 경우였다. 1294년 1월 17일에, 그는 보름스 주교구에서 400 파운드에 바일부르크를 매입했다. 그는 1295년에 바일부르크에 도시 특권을 부여했다. 그는 또한 1296년 바스바덴 인근에 글라라 수녀회 소속의 클라렌탈 대수도원을 세웠다.

## 로마인의 왕으로 선출
합스부르크의 루돌프 1세가 1291년 7월 15일에 사망했다. 그가 죽기 오래 전부터, 루돌프는 장자인 알브레히트를 자신의 후계자로서 선출을 확실히 하려고 했었다. 그러나 그는 쾰른 대주교 베스터부르크의 지그프리트 2세, 보헤미아 국왕 바츨라프 (벤첼/벤체슬라우스) 2세의 반대로 좌절되고 말았다. 궁정백 오버바이에른의 루트비히 2세만이 알브레히트를 선출하기로 약조했을 뿐이었다. 루돌프가 그의 선출권을 공인해줬음에도, 바츨라프는 알브레히트를 지지하는 걸 거부했는데, 알브레히트가 그에게 케른텐을 양도하지 않았기 때문이었다. 그는 합스부르크가의 핵심 지역인 슈바벤에서 귀족들의 편을 들었고 이런 방식으로 알브레히트가 인기가 없던 오스트리아 지역을 획득했다. 바츨라프는 니더바이에른 공작 오토 3세의 지지를 받았는데, 니더바이에른 공작가는 합스부르크가의 전통적 적대 세력이었다. 바츨라프는 브란덴부르크와 작센 선제후들을 자기 편으로 끌어들이는 데 성공해내어, 작센 공작 알브레히트 2세는 바츨라프와 동일한 선거권을 행사하기로 1291년 11월 29일에 약조 협정을 맺었고, 브란덴부르크의 오토 4세도 동일한 약조를 맺었다.
대주교 지그프리트는 신성 로마 황제는 제위라는 것을 아버지한테서 상속 재산으로서 받으면 안 되며, 선제후들로부터 자유롭게 선출되어야 한다고 생각했다. 그는 마인츠 대주교 엡슈타인의 게라르트 2세에게 자신들에게 이익을 줄 수 있는 왕을 선출하자고 설득했다. 이에 따라 게가르트는 신임 트리어 대주교 보헤문트 1세를 설득했다. 이러자 궁정백은 선제후들의 대다수를 따를 수밖에 없었다. 지그프리트는 그 결과 선제후들에게 나사우의 아돌프를 왕으로 선출할 것을 제안했다. 이들은 그가 선제후들에게 광범위한 양보를 하고 자신들의 정치적 요구를 따른다면 그를 선출하기로 했다.
선출되기 며칠을 앞둔, 1292년 4월 27일에, 선제후들 중에 처음으로 지그프리트 대주교는 아돌프가 왕으로 선출되는 데 있어 아돌프가 소유권 인정 (제국 자유 도시들인 도르트문트, 뒤스부르크, 보크트령 에센 등을 포함), 제국 도시들과 성, 그리고 은화 총 25,000 마르크 등을 담보로 잡는 등 여러 항목들을 약조하기로 한 안더나흐 조약을 공표했다. 추가적으로, 아돌프는 분명하게 명단에 오른 반대자들에 대해 지원을 약속했지만, 지그프리드 2세의 적을 자문회에 들이지 않겠다는 보편적 약속도 하였다. 선출된 이후에, 아돌프는 약조 이행을 위해 대주교에게 충분한 담보물을 제공해야만 했으며 그렇지 않다면 왕위를 잃을 수 있었다. 마지막 사항은 13세기 말에 그의 집권을 구성하는 순간으로서 대관식이 여전히 매우 중요했다는 사실의 증거이다. 아돌프는 합의된 담보물을 마련한 후에야 대주교에게 먼저 대관식을 요청하기로 약속했다.
다른 선제후들도 아돌프한테서 비슷한 이권들을 가져갔으나, 선거 이후에나 그랬다. 그 중에 가장 영향을 많이 미친 이권은 1292년 6월 30일에 보헤미아의 바츠랄프 왕에게 넘긴 것이었다. 아돌프는 바츨라프에게 합스부르크의 알브레히트에게서 오스트리아 그리고 슈타이어마르크 공작령을 회수하기로 약속했다. 이는 이전 왕 루돌프가 바츨라프의 아버지 오타카르 2세의 영토를 회수한 것 때문에 행해진 것이었다. 알브레히트는 청문에서 이 협정을 동의하도록 명을 받았을 것이다. 알브레히트가 이에 대해 굽히지 않는다면, 궁정의 결정은 1년 안에 강제로 실시되었을 것이다. 이에 따라 바츨라프는 아버지의 잃어버린 영토를 되찾을 것이다. 마인츠 대주교 게르하르트는 제국자유도시 뮐하우젠과 노르트하우젠을 받았을 것이며 이는 튀링겐 지역 내 마인츠의 이해 관계와 맞아 떨어졌다. 추가적으로 게르하르트는 재정적 이익도 취했다. 쾰른 대주교처럼, 마인츠 선제후는 또한 아돌프 궁정 내 그의 경쟁자들을 두지 않기로 약속받았다. 마인츠, 쾰른, 보헤미아 선제후들이 받은 것과는 대조적으로, 궁정백과 트리어 대주교가 받은 것들은 수수한 편이었다.
1292년 5월 5일 프랑크푸르트암마인에서, 마인츠 대주교는 모든 선제후들을 대신하여, 아돌프를 독일인들의 왕으로 선출했다. 그는 6월 24일에 쾰른 대주교에 의해 아헨에서 즉위식을 가졌다. 그는 실제 황제로 즉위하지 않았으나 독일의 제후들은  그를 황제로 인정했다.

## 재위 시기

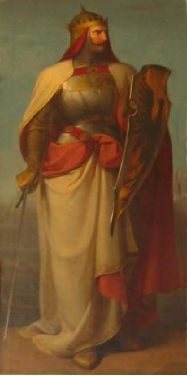
프랑크푸르트 황제의 전당(Römer Kaisersaal)에 있는 아돌프 왕의 그림 일부

재위 시작 때, 아돌프는 영향력도 권력도 없었으며, 선제후들의 약한 왕에 대한 선호 때문에 '렉스 로마노룸'(로마인들의 왕, Rex Romanorum) 으로도 선출됐다. 그의 권력은 그가 맺은 약조가 원인이 되어 제한을 받았다.
쾰른 대주교와 동의한 것에 따라, 아돌프는 선출되고 나서 네 달간을 영지에 있었다. 대주교는 1288년 보링겐 전투의 결과에 대한 왕의 검토의를 기다렸다. 그는 쾰른에 다시 한번 막대한 영향력을 얻기를 바랐다. 다루기 힘든 사항들이 있음에도, 아돌프는 곧 선제후들한테서 해방되었고 이들의 적들에 대한 약조를 결론지어냈다. 이에 따라 예시로, 그는 자신들의 지배자에게 등을 돌렸던 귀족들 그리고 쾰른시에 대한 권한들을 승인하였고, 심지어는 이 권한들을 늘려주었다.
아돌프는 또한 빠르게 오스트리아와 슈타이어마르크 공작령들에 대한 약조를 깼다. 현명한 외교관이었던 합스부르크의 알브레히트는 새로운 왕과의 충돌을 피했다. 여전히 자신의 영지에 갖고 있던 제국보기를 포기하는 대신에, 그는 1292년 11월에 오스트리아, 슈타이어마르크, 빈디셰마르크, 포르데노네 영주령에 대해 공식적인 하사를 받았다.
아돌프는 다른 방식에서도 마찬가지로 독자적인 통치자로서 모습을 보였다. 그의 궁정은 강력한 영주들로부터 보호가 필요로 하던 모든 이들의 명소였다. 재위 초기 때, 그는 10년간 루돌프 1세의 란트 평화령(Landfrieden)을 다시 발동했고, 최소한 두 지역에 대해 평화를 가져오기도 했다.
아돌프는 봉건제를 자신의 주요 권력의 도구 중 하나로 사용했다. 그는 성직 영주들한테서 이들의 봉토에 대한 '유라 레갈리아'(국왕의 전속적 권리)에 따라 이른바 영지세(Lehnsware)를 요구했고, 이 요구를 성가신 수준으로 증가시켰다. 여러 아돌프의 동시대 사람들은 이 행위가 독성죄에 해당한다고 생각했다. 그러나 오늘날 역사가 많은 수는 다른 서유럽의 왕들이 했던 것처럼 새로운 국가 수입의 원천을 여는 혁신적 방식으로 보았다..
또한, 국가 자산에 대한 회복과 관리도 그에게 중요하였다. 그는 현명한 혼인 정책을 통해 옛 국가 자산을 황제의 소유권 아래로 있게 되돌려냈다.

### 잉글랜드와의 동맹
아돌프의 힘이 정점에 올랐던 당시인 1294년에, 그는 프랑스에 맞서 잉글랜드의 에드워드 1세 국왕과 동맹을 맺기로 결정하고 금화 90,000에 해당하는 60,000 파운드 스털링을 받았다. 조약은 프랑스의 필리프 4세가 부르고뉴 공국과 플랑드르 백국을 정복하려 들자 진행되었다. 이에 따라 플랑드르 백작 당피에르의 기가 프랑스로부터 보호를 받기 위해 에드워드 1세와 아돌프 사이의 동맹을 주선했다. 이 동맹이 동시대 사람들한테는 순수하게 금전적 목적으로서 이해되었다는 점과, 아돌프가 이 동맹에 대한 의무를 행하지 않은 점은 그의 평판을 떨어트렸지만, 이런 점은 초창기에는 중요치 않았다.
아돌프는 프랑스에 맞선 전쟁을 위해 제국 내에서 군대를 모집하기 시작해다. 1294년 8월 31일, 그는 프랑스 왕이 제국의 자산과 영토를 침해했다고 주장하며 프랑스 왕에 선전포고를 했다. 필리프는 1295년 3월 9일에 이에 대하여 경멸적으로 반응했다. 하지만 교황 보니파시오 8세가 1295년에 평화를 유지하라 명령했고 전쟁 발발 시에 아돌프를 파문하겠다고 위협했다.

### 튀링겐 정책
얼마 뒤에, 아돌프는 타락백 알브레히트와 그의 아들 프리드리히 사이와 라우지츠의 디트리히 4세 간에 벌어진 전쟁으로 황폐화된 튀링겐에 개입했다. 그는 왕으로서의 지위와 아마 잉글랜드에서 받은 금액으로 알브레히트에게서 방백령을 구입했다. 합법적으로, 봉건 영주한테 그의 영지를 포기하게 하고 그 영지를 제국령으로 회수하는 것이 아돌포한테 있어 완벽히 만족스러운 것이었다. 게다가, 그는 마이센 변경령을 제국 직할 영지로 차지했으며, 이는 베틴가의 방계가 단절되었고 타락백 알브레히트의 아들이 차지한 뒤로 글자 그대로 소유자가 없었기 때문이었다.
하지만 이 구입과 마이센 변경 차지는 선제후 네 명의 이해관계에 영향을 미쳤다. 마인츠 대주교는 튀링겐 일부는 제국 직할 영지가 아니라 오히려 마인츠 대주교의 영지라고 주장하였다. 보헤미아의 바츨라프는 그의 북쪽 국경에 황제의 커져가던 힘을 달가워하지 않았으며, 특히나 아돌프가 마이센 변경을 그에게 주기로 약조했었기 때문이었다. 또한, 선제후들 모두가 튀링겐의 소동에서 이익을 취하길 바랐다. 추가적으로 표면적으로는 제국으로 영지 반환에 대해서, 아돌프가 왕조의 권력 기반(소규모이긴 하지만)을 구축하기를 열망했다는 점을 배제할 수 없다.
일단, 아돌프는 브란덴부르크 변경백의 적극적 지지 그리고 마인츠 대주교와 작센 공작이 이 구입에 대해 적어도 침묵의 자세을 갖도록 만들며 외교적으로 그가 얻어낸 것들을 지키는 데 성공했다. 타락백 알브레히트의 아들들에 대한 두 번의 피비린내 나는 전쟁은 획득물을 확보하는 게 필수적이었고 강화 조약이 이 업적을 확실케 만들었다. 2년 뒤인, 1296년 여름에, 아돌프는 제국의 영토를 상당하게 늘린 그의 업적을 알리는 궁정 행사의 초청을 자랑스럽게 공표했다.

## 폐위

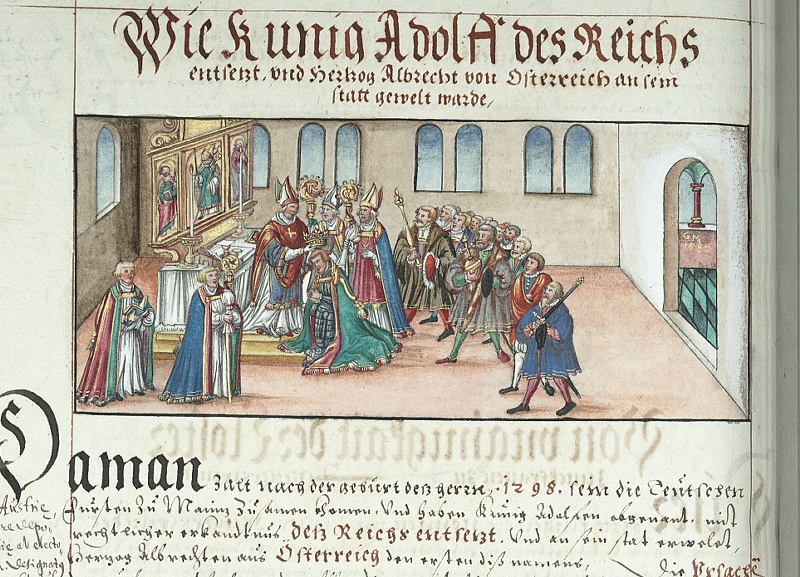
아돌프의 폐위와 알브레히트의 즉위. 뷔르츠부르크 주교들의 연대기에 묘사된 삽화

선제후들은 처음부터 아돌프를 폐위할 생각은 없었을 것이나, 사건들이 진행되면서 이 결과는 피할 수 없게 되었다. 이 충돌의 원인은 아돌프의 튀링겐 정책이었다. 1297년 오순절에 브란덴부르크 선제후, 작센 공작, 보헤미아 왕은 자신들의 이익을 강화하기 위해 뭉쳤고, 마인츠 선제후 게르하르트 2세도 이 무리에 참여했다.
1298년 2월, 상황은 아돌프에게 심상치 않았는데 바츨라프 2세와 합스부르크의 알브레히트가 오스트리아와 슈타이어마르크를 두고 일어난 수년간 분쟁을 뒤로 둔 채 아돌프를 폐위시키고 그 자리에 알브레히트가 오르도록 합의에 도달한 것이었다. 이르면 1297년 6월 2일, 바츨라프의 즉위식이 있었을 때 선제후들의 만남이 있었을 수도 있다. 1298년 1월, 마인츠 주교의 노력을 통해, 합스부르크의 알브레히트는 아돌프와 알브레히트 사이의 타협점을 찾기 위해 궁정에 나타났으나 합의에 이르지 못했다. 이 둘은 오버라인 유역에서 교전에 이르게 되는 상황에 가까워졌고 문제는 해결되지 못했다.
1298년 5월 1일, 마인츠 대주교는 자신의 궁으로 왕을 초청했고, 그리하여 거기에서 논쟁이 벌어지게 되었다. 게르하르트 대주교는 오랜 적법한 원칙에 따라 독일의 대재상으로서 행동을 하도록 권한을 부여받았다고 주장했다. 이 분쟁의 당사자였던 아돌프는 동시에 이 일에 대해 재판관으로서 행동을 취할 수 없었고 알브레히트가 적법한 왕인 자신을 향해 무기를 겨누고 있는 점을 고려할 때 이런 행동들을 반역으로 보았다. 이에 따라, 분쟁이 해결될 수도 있었던 6월 15일의 회의는 열리지 않았다.
이후 1298년 6월 23일에 마인츠 대주교, 작센비텐베르크 백작 알브레히트, 브란덴부르크의 세 변경백 (브란덴부르크슈텐달 변경백 오토 4세, 브란덴부르크 변경백 하인리히 1세, 브란덴부르크잘츠벤델 변경백 헤르만) 간의 회의에서 왕을 고발하기로 결정되었다. 쾰른 대주교와 보헤미아 왕은 과거에 자신들의 이름으로 마인츠 주교가 행동을 취할 수 있는 권한을 부여했었다. 이러한 과정에서 아돌프는 튀링겐 지역에서 지속적인 평화 위반 및 그가 마인츠 주교와 맺은 약조 위반 등 여러 범죄 행위로 고발되었다. 아돌프는 그의 직위에 부적합하다고 여겨졌고 그의 왕가의 위엄도 박탈당했다.
아돌프가 폐위되기 앞서 교황한테 파문당하지 않은 것은 주목할 만하다. 교황은 폐위 행위에 관여되지 않았던 것으로 보인다. 선제후들이 인노첸시오 4세의 프리드리히 2세에 대한 폐위 성명문과 유사하도록 자신들의 논거를 만들어낸 것은 사실이나 그 과정은 전례가 없었다. 아돌프가 선출되고 왕위에 올랐기에, 당시의 이해는 그가 지배자가 되도록 신으로부터 그가 선택받았다는 것이고 선제후들은 왕에게 한 충성의 맹세를 깨뜨렸다는 것이었다. 그리하여, 혐의 목록에 포함된 것은 제병 훼손, 성직 매매를 통한 재화 갈취 등으로 얼핏 보기에 오늘날에는 특이하게 보이는 것들이었다. 게다가, 왕의 축출에 대한 제국 내 공식적 절차도 없었다. 그래서, 제후들은 자신들의 투표권에 의지했고, 이를 통해 또한 그는 왕을 쫓아내는 데 자신들의 권한을 얻어냈다. 이 논거가 프리드리히 2세의 폐위가 이미 이러한 경우의 선례였기에 문제가 되었다. 교회법에 따르면, 교황만이 왕을 폐위시킬 수 있었다.

## 알브레히트의 선출과 아돌프의 죽음

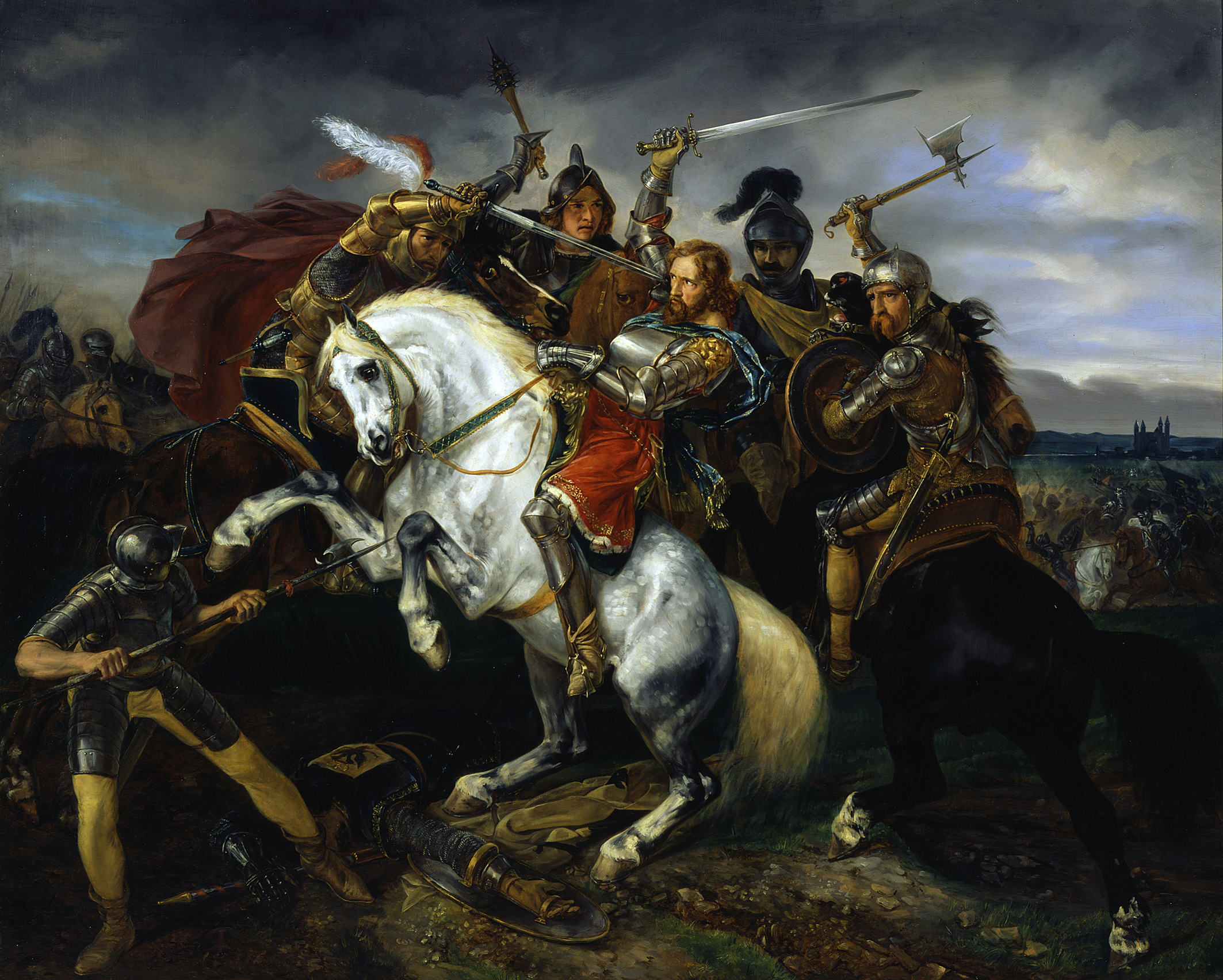
괼하임 전투에서 아돌프의 죽음을 묘사(Master Simon, Koblenz, 1829)

아돌프의 폐위 다음에 합스부르크의 알브레히트 1세가 새로운 왕으로 선출됐다. 어떻게 이 선출이 이뤄졌는지는 연대기작가들이 내용을 남기지 않아 오늘날까지 명확히 밝혀지지 않았다. 이에 대한 의구심은 계속되고 있는데, 예시로, 알브레히트가 나중에 교황 보니파시오 8세한테 주장했듯이 처음에는 이 선택을 받아들이기를 원치 않았는지에 대해서 등이다.
아돌프를 폐위하는 것은 별개이고 그에게 불리한 결정을 강요하는 것은 또 다른 일이었다. 아돌프는 이 결정을 받아들이는 걸 거부했고, 그와 선제후 세력 간의 분쟁은 곧 전장에서 결정됐다. 1298년 7월 2일에 아돌프와 알브레히트의 군대가 괼하임 전투에서 충돌했다. 작은 마을인 괼하임은 북부 라인란트팔츠 지역인 오늘날 도너스베르크군의 카이저슬라우테른과 보름스 사이에 위치했다. 격렬한 공격 끝에, 아돌프는 자신의 기수 그리고 몇 안 되는 지지자들과 함께 전사하고 말았다. 아돌프의 병력은 달아났고 빠르게 흩어졌다.
알브레히트는 아돌프의 지지자들이 '카이저돔'인 슈파이어 제국 대성당에 아돌프의 유해를 묻게 하지 못하게 했다. 이에 따라, 아돌프는 처음에는 오늘날 케르첸하임에 있는 시토회 계열의 로젠달 대수도원에 매장됐다가 시간이 흘러서야 슈파이어로 이장되었다.

## 역사적 유산

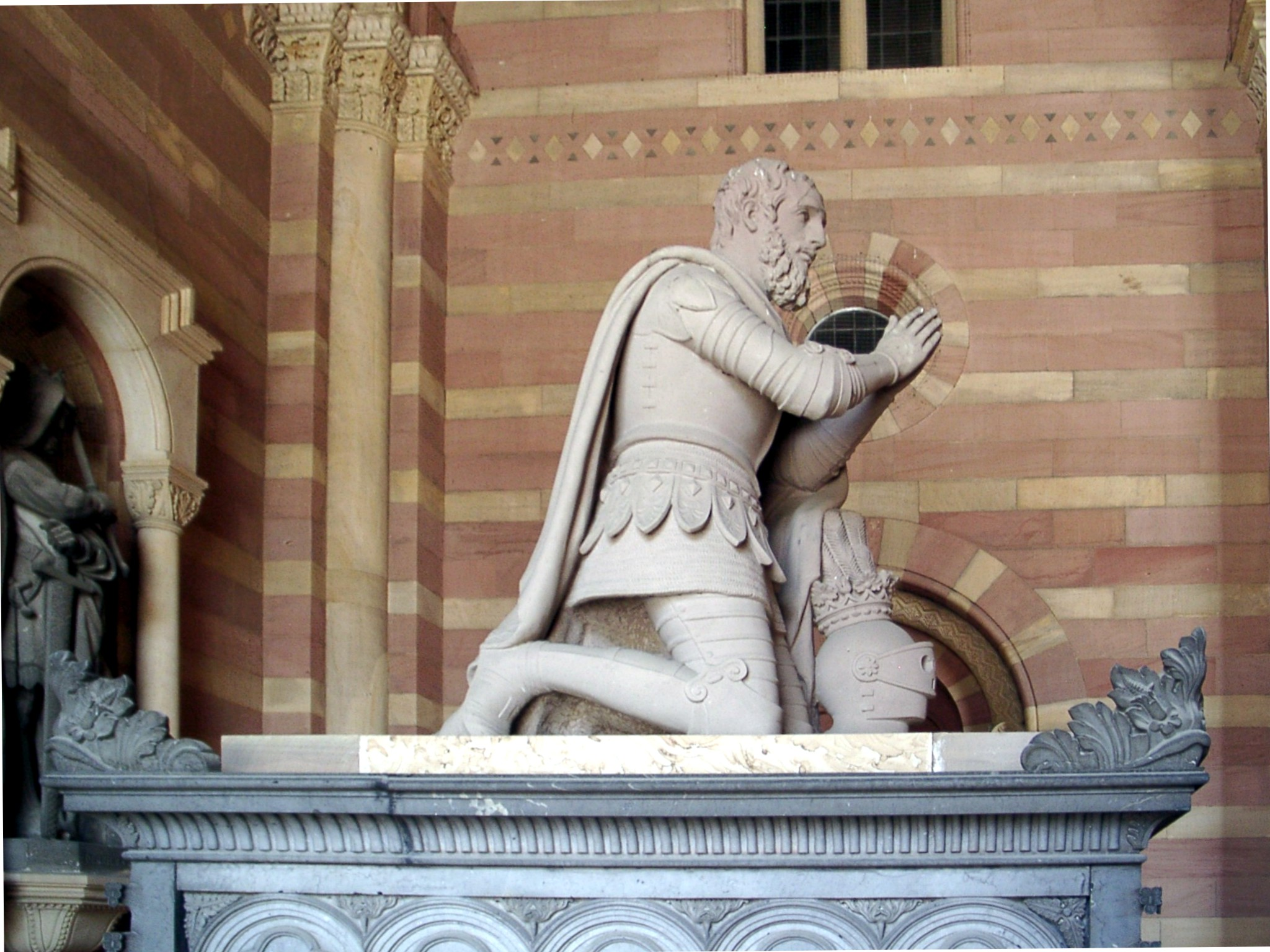
슈파이어 대성당의 현관에 있는 19세기 아돌프의 기념물

1309년 8월 29일에, 알브레히트 1세의 후임자 하인리히 4세 황제는 아돌프의 유해를 슈파이어 대성당으로 이장하여, 1308년에 살해당한 아버지 알브레히트 옆에 묻어주었다. 1824년에, 나사우 공작 빌헬름은 슈파이어 대성당의 현관에 기념물을 세웠다. 레오 폰 클렌체(Leo von Klenze)가 기념물의 도안을 설계했으며, 갑옷을 입은 채 무릎을 꿇고 기도하는 아돌프의 모습을 나타내고 있다.
아마 19세기에, 아돌프가 뉘른베르크 지역 출신의 백작이라는 전설이 생겨났다. 이 오해는 아마 1300년경에 뉘른베르크의 안과 결혼했고 카메르슈타인성의 성주였던 나사우하다마르의 에미히 1세와 혼동한 것으로 보인다.
1841년, 나사우 공작 아돌프 1세는 뒤셀도르프의 화가 하인리히 뮈케에게 아돌프의 초상 제작을 의뢰했다. 1843년에 이 그림은 프랑크푸르트의 카이저살(Kaisersaal)에 걸렸다. 뮈케의 작품은 흉갑에 휜 망토를 쓴 아돌프 왕을 묘사하며, 그는 스파이크가 나 있는 투구에 철관을 쓰고 있고 오른손에는 검을 쥐고 왼손에는 독수리가 그려진 방패를 들고 있다. 또한 그림에는 "Praestat vir sine pecunia quam pecunia sine viro" (사람 없는 돈보다 돈 없는 사람이 낫다)라는 라틴어 문구가 있다. 동시대 아돌프에 대한 그림이 남아있지 않기에, 이 초상은 역사주의적 태도로 예술가가 상상화된 모습으로 나타낸 것이다. 또한 이 작품은 이전의 초상을 참조하지 않았는데, 뮈케는 Georg Friedrich Christian Seekatz가 한 작품처럼 이전의 아돌프 그림들이 너무나 무난하다고 생각했기 때문이었다.
1858년 5월 8일, 나사우 공작 아돌프는 공국의 공로 훈장을 만들었다. 이 훈장은 나사우 가문의 발람계 혈통 중 가장 상징적 인물인 아돌프 왕의 이름을 따 붙여졌다. 나사우 공국이 1866년에 프로이센에 합병되었지만, 아돌프 공작은 이 훈장을 유지했었고 자신이 룩셈부르크 대공이 되면서 다시 부여하였다. 오늘날까지도, 이 훈장은 나사우 가문의 대단히 유서깊은 훈장으로 평가받는다.

## 혼인과 자녀
그는 이젠부르크림부르크의 게를라흐 4세와 블리스카스텔의 이마기나의 딸인 이젠부르크림부르크의 이마기나와 혼인했다., 이들의 자녀는 다음과 같다:
1. 하인리히 - 어린 나이 사망
2. 루프레히트 (1304년 12월 2일 사망) - 보헤미아의 바츨라프 2세의 딸 아그네스와 약혼[2]
3. 나사우비스바덴 백작 게를라흐 1세.
4. 아돌프 (1292–1294).
5. 나사우비스바덴의 발람 3세.
6. 아델하이트 (1338년 5월 26일 사망) - 클라렌탈 대수도원.
7. 이마기나 - 어린 나이 사망
8. 메히틸트 (1280년 이전 – 1323년 6월 19일 하이델베르크) - 오버바이에른 공작 말더듬이 루돌프 1세.

## 참고 문헌
- Gerlich, Alois (1994). “Adolf von Nassau (1292 - 1298) - Aufstieg und Sturz eines Königs, Herrscheramt und Kurfürstenfronde”. 《Nassauische Annalen》 (독일어) (Wiesbaden) 105: 17–78.
- Even, Pierre (1998). “Das Bildnis König Adolfs von Nassau im Frankfurter Kaisersaal (The Portrait of King Adolf of Nassau in the Frankfurt Hall of Emperors)”. 《Nassauische Annalen》 (독일어) (Wiesbaden) 109: 73–89.
- Jeep, John M. (2001). 《Medieval Germany: An Encyclopedia》. Routledge. 928쪽. ISBN 0-8240-7644-3.
- Prietzel, Malte (2004). 《Das Heilige Römische Reich im Spätmittelalter (The Holy Roman Empire in the Late Middle Ages)》 (독일어). Darmstadt: Wissenschaftliche Buchgesellschaft. ISBN 3-534-15131-3.
- Reinle,Christine (2003). "Adolf von Nassau", in Bernd Schneidmüller; Stefan Weinfurter, 편집. (2003). 《Die deutschen Herrscher des Mittelalters, Historische Porträts von Heinrich I. bis Maximilian I. (The German rulers of the Middle Ages, Historical Portraits of Henry I to Maximilian I)》 (독일어). München: Verlag C.H. Beck. ISBN 3-406-50958-4., pp. 360–371
- Thomas, Heinz (1983). 《Deutsche Geschichte des Spätmittelalters (German History of the Late Middle Ages)》 (독일어). Stuttgart., pp. 86 ff.
- Herde, Peter (2000). 〈From Adolf of Nassau to Lewis of Bavaria, 1292-1347〉.   Jones, Michael. 《The New Cambridge Medieval History: c. 1300-c. 1415》 VI. Cambridge University Press.
- Wegele, Franz Xaver von (1875). “Adolf, Graf von Nassau”. 《Allgemeine Deutsche Biographie》 (독일어) (Leipzig: Duncker & Humblot) 1: 89–92.
- Roest, Bert (2013). 《Order and Disorder: The Poor Clares between Foundation and Reform》. Brill.
- Johann Geissel; Die Schlacht am Hasenbühl und das Königskreuz zu Göllheim (The Battle of Hasenbühl and the King's Cross of Göllheim); 1835. (독일어)
- Hektor Wilhelm von Günderode; Geschichte des Römischen Königs Adolphs nach denen Urkunden und gleichzeitigen Geschichtsschreibern (History of the Roman King Adolph from his Documents and Contemporary Historians); 1779. (독일어)